# Escudo de la provincia de San Juan
El escudo de la provincia de San Juan, en Argentina, es el símbolo utilizado por el gobierno de dicha provincia. Fue creado antes de nacer como provincia independiente. Es similar al de la Argentina, solo que el sol está un poco más elevado. Fue creado aproximadamente 2 años después que el de Argentina, inspirado en este último.

## Simbología
El escudo de la provincia de San Juan, posee una forma ovalada y está fraccionado en dos partes o campos iguales. El superior es del mismo color azul celeste de la bandera de Argentina, y simboliza al cielo sanjuanino; el inferior es blanco, recordando la nieve de las montañas, en la cordillera de los Andes.
Este óvalo está circundado por dos ramas de laurel en color verde, que simbolizan la tierra cultivada y a la agricultura, y también la victoria o el triunfo. Las ramas están unidas en la parte inferior del escudo por una cinta celeste y blanca, signo de "argentinidad", (Argentina).
En el campo inferior, se ubican dos brazos vestidos de negro cuyas manos se estrechan significando la unión. Estas manos sostienen juntas un rollo o pica en el que se apoya el gorro frigio de la república. El rollo o pica simboliza la Constitución Nacional; el gorro frigio es imagen de redención y libertad.
Todo el conjunto está coronado por un sol  con diecinueve  rayos en oro que simbolizan la unión territorial. Este sol tiene 19 rayos, en representación de cada uno de los departamentos.